# Irchenrieth
Irchenrieth je obec ve vládním obvodě Horní Falc v zemském okrese Neustadtu an der Waldnaab v Bavorsku. Žije zde přibližně 1 600 obyvatel.

## Geografie

### Sousední obce
Irchenrieth sousedí s následujícími obcemi od západu: Pirk, Bechtsrieth, samostatné okresní město Weiden in der Oberpfalz, Vohenstrauss a Leuchtenberg.
| Růžice kompasu | Bechtsrieth | Bechtsrieth  | Weiden in der Oberpfalz | Růžice kompasu |
| Růžice kompasu | Pirk        | Sever        | Vohenstrauss            | Růžice kompasu |
| Růžice kompasu | Pirk        | Irchenrieth  | Vohenstrauss            | Růžice kompasu |
| Růžice kompasu | Pirk        | Jih          | Vohenstrauss            | Růžice kompasu |
| Růžice kompasu | Pirk        | Leuchtenberg | Leuchtenberg            | Růžice kompasu |

## Historie
Irchenrieth patřil k lankrabství Leuchtenberg. Panství Leuchtenberg připadlo v letech 1712/14 k Bavorskému kurfiřtství. Administrativními reformami v Bavorsku vznikla nařízením z roku 1818 obec v současné podobě. 1. ledna 1978 bylo včleněno k Irchenriethu dříve nezávislé společenství obcí Bechtsrieth. Od 1. ledna 1994 vytvořily  po rozhodnutí občanů a schválení bavorského státního parlamentu Bechtsrieth a Trebsau opět svou vlastní nezávislou obec.